# Mošeja Ben Jusuf
Mošeja Ben Jusuf (arabsko مسجد ابن يوسف) je mošeja v četrti Medina v Marakešu v Maroku, poimenovana po almoravidskem emirju Aliju ibn Jusufu. Verjetno je najstarejša in najpomembnejša mošeja v Marakešu.

## Zgodovina
Prvo mošejo v Marakešu je postavil almoravidski emir Jusuf ibn Tašfin kmalu po tem, ko je leta 1071 prispel, da bi prevzel poveljstvo nad mestom, da bi služila kot osrednja kongregacijska mošeja novonastalega mesta. Od te prve mošeje se ni ohranilo nič in njene natančne lokacije niso znane. Zgrajena naj bi bila iz zbite zemlje. Zgodovinske kronike trdijo, da se je Ibn Tašfin osebno ukvarjal z njeno gradnjo in z lastnimi rokami mešal malto.
Ibn Tašfinov sin in naslednik, Ali ibn Jusuf (ali Ben Jusuf iz francoske transliteracije), je zgradil veličastno novo osrednjo mošejo, imenovano Masjid al-Siqaya ('mošeja fontane') zaradi velike fontane z marmornim bazenom na njenem dvorišču. Stala je skoraj 60.000 zlatih dinarjev in je bila dokončana nekje med letoma 1120 in 1132. Minaret, ki je bil verjetno eden zadnjih zgrajenih elementov, so začeli graditi leta 1129 in končali leta 1132. Bila je največja mošeja, zgrajena v imperiju Almoravidov, s pravokotno osnovo 120 x 80 metrov in minaretom na zahodni strani, ki je bil ocenjen na 30 ali 40 metrov visok. Okoli nje je bila organizirana zasnova vzhajajočega mesta in je skupaj s sosednjimi tržnicami tvorila središče zgodnjega mestnega življenja Marakeša. Bližnji Kuba Ba'adijin je bil eden od monumentalnih vodnjakov za umivanje, povezanih z njo.
Ko so Almohadi premagali Almoravide in zavzeli Marakeš aprila 1147, je almohadski kalif Abd al-Mumin trdil, da je imela almoravidska mošeja napačno orientacijo in je bila porušena ali zapuščena. Almohadi so namesto tega zgradili novo veliko mošejo, mošejo Kutubija, v jugozahodnem delu mesta, daleč od mošeje Ben Jusuf, kot tudi drugo veliko mošejo, mošejo Kazba, ki je služila njihovim novim palačam na jugu. Nova mošeja Kutubija pa ni bila povsem uspešna pri premikanju središča urbane dejavnosti stran od prvotnega mestnega središča.
V obdobju saadijske rodbine (16. stoletje) je mesto doživelo pomembne urbane spremembe, z novimi soseskami in novimi mošejami, ki so bile ustvarjene v zahodnih delih mesta (na mestu starejše judovske soseske), kot je mošeja Mouassine. Zdi se, da so Saadijci dali svoje pokroviteljstvo tudi soseski okoli mošeje Ben Jusuf. Mošejo Ben Jusuf naj bi ponovno zgradil ali obnovil sultan Abdalah al-Ghalib, ki je vladal med letoma 1557 in 1574 (čeprav ostankov te saadijske mošeje niso našli). Poleg nje je Abdalah al-Ghalib v letih 1563–64 postavil tudi novo medreso (teološko fakulteto), Ben Jusufova medresa, vzhodno od mošeje, s čimer ji je dal novo življenje kot mošeja učenjakov. V času vladavine Ahmada al-Mansurja (vladal 1578–1603) je bil v bližini zgrajen tudi okrašen ulični vodnjak, znan kot Šrob ou Šouf.
Ker je v 17. in 18. stoletju propadla, jo je v zgodnjem 19. stoletju v celoti obnovil alavijski sultan Sulejman Maroški (vladal 1792–1822), z drugačno poravnavo in komaj kaj sledi od prvotne amoravidske ali almohadske zasnove. Gradnja se je končala v letih 1819–20, ko je bil dokončan minaret. Kljub temu poznejšemu pokroviteljstvu je sedanja mošeja ohranila prvotno ime Ben Jusuf.
Še danes služi kot ena najpomembnejših mošej v Marakešu. Tradicionalno ima kadi (verski sodnik) mošeje Ben Jusuf pristojnost nad vsem Marakešem in celo nad obrobnimi območji. Ni dostopna nemuslimanskim obiskovalcem.

## Opis današnje mošeje
Mošeja ima kvadratni tloris, katerega stranica meri 64 metrov. Ima veliko notranje dvorišče (sahn), ki meri 40 krat 30 metrov, z osrednjim vodnjakom in obdanim z galerijami na severu, jugu in zahodu. Na vzhodni strani je glavna hipostilna molilnica, ki je razdeljena na tri prečne ladje z dvema vrstama lokov, ki potekajo v smeri sever-jug, vzporedno s skrajno vzhodno steno kible (stena v smeri molitve). Mihrab mošeje (niša v vzhodni steni, ki simbolizira kiblo) je sestavljen iz običajnega podkvastega loka, ki se odpira v majhno nišo, medtem ko so površine stene okoli loka prekrite s štukaturo, izrezljano z geometrijskim, arabesknim in epigrafskim okrasjem. Edini drugi omembe vreden okras v mošeji so leseni stropi, ki imajo značilno poševno obliko s špirovci, vendar so poudarjeni z barvitimi poslikanimi geometrijskimi in arabesknimi motivi.
Minaret, ki stoji na jugozahodnem vogalu mošeje, ima tradicionalno obliko s kvadratno osnovo, ki meri 8 metrov na stranico. Visok je okoli 40 metrov, z glavnim delom in na vrhu z veliko manjšim drugim delom in ima zelo malo okrasja, razen dveh navpičnih pasov zelenih ploščic vzdolž robov vsake fasade glavnega stolpa. Oba nivoja minareta sta okronana z žagasto oblikovanimi cinami.
Ker je mošeja manjša od urbanega bloka, ki ga zaseda (ki ustreza obrisu prvotne mošeje Almoravidov), se vanjo vstopi skozi enega od dveh prehodov, ki prečkata razdaljo med njo in ulico. Preostali del bloka okoli mošeje zavzema pokopališče na severozahodnih straneh, po preostalem obodu pa različne hiše, prizidki in objekti. Ena od teh prilog, na jugovzhodnem vogalu, je knjižnica (znana kot knjižnica Ben Jusufa ali Ibn Jusufa). Druga stavba na severovzhodnem vogalu mošeje je aristokratski dvorec Dar Raghay, dokončan leta 1943 na mestu prejšnjih struktur. Pred kratkim je bil obnovljen in spremenjen v kulturni center, znan kot Dar Bellarj.

## Zapuščina mošeje Almoravidov
Prvotni obris in poravnava te velike mošeje je še danes razvidna v razporeditvi ulic, saj ulice neposredno okoli današnje mošeje tvorijo pravokotnik, ki ni poravnan tako z mošejo kot s kasnejšo medreso Ben Jusufa. To neskladje v poravnavi je posledica dejstva, da je bila kibla (smer molitve, s katero so morale biti mošeje usklajene) ocenjena z različnimi metodami v različnih obdobjih: medtem ko je današnja mošeja (zgrajena v 19. stoletju) usmerjena proti vzhodu, je bila prvotna mošeja (12. stoletje) poravnana nekoliko bolj proti jugu, bližnja medresa Ben Jusuf (16. stoletje) pa je usmerjena na jugovzhod. Arheološke študije so odkrile ostanke prvotnega minareta mošeje Almoravidov tik severozahodno od današnje mošeje, kar daje nekaj vpogleda v njeno zgradbo.

### Almoravidska kuba
Tako imenovana almoravidska kuba, znana tudi kot Kuba Baadijin ali Kuba Barudijin, je edini ohranjeni primer almoravidske arhitekture v Marakešu. Leta 1117 ali bolj verjetno leta 1125 jo je zgradil almoravidski emir Ali ibn Jusuf.:43 Danes stoji južno od mošeje Ben Jusuf, večina učenjakov meni, da je pripadala mošeji Almoravidov, ki jo je zgradil Ali ibn Jusuf, in da je bil paviljon, ki so ga pred tem uporabljali za ritualno umivanje. Ta vrsta stavbe za oskrbo z vodo v bližini mošeje je bila znana tudi kot mida'a (arabsko ميضأة, latinizirano: objekt za umivanje) in jo najdemo v poznejših mošejah v Marakešu.

### Almoravidski minbar
Ali ibn Jusuf je naročil dovršen minbar (prižnico) za svojo mošejo v delavnici v Cordobi v Španiji (Al Andaluz). Njegova izdelava se je začela leta 1137 in je po ocenah trajala sedem let. Velja za »eno od neprekosljivih stvaritev islamske umetnosti«. Njegov umetniški slog in kakovost sta bila zelo vplivna in sta postavila standard, ki je bil večkrat posneman, a nikoli presežen v poznejših minbarih po Maroku in delih Alžirije. Domneva se, da je bil minbar takrat prvotno postavljen v mošejo Ben Jusufa. Vendar pa jo je pozneje almohadski vladar Abd al-Mumin prenesel v prvo mošejo Kutubija, kasneje pa je bil premaknjen v drugo inkarnacijo te mošeje. Zaradi tega se pogosto imenuje Kutubija minbar. Tam je ostal do leta 1962, ko so ga preselili v palačo El Badi, kjer je zdaj na ogled obiskovalcem.
Minbar je v bistvu trikotna struktura, ki jo zaseda stopnišče z devetimi stopnicami. Dolg je 3,46 m, širok 0,87 m in visok 3,86 m. Glavna konstrukcija je narejena iz lesa severnoafriške cedre, čeprav so bile stopnice izdelane iz orehovega lesa, podnožje minbarja pa je bilo narejeno iz lesa jelke. Površine so okrašene z mešanico intarzij in intarziranih kiparskih kosov. Velike trikotne ploskve minbarja na obeh straneh so prekrite z dovršenim in kreativnim motivom v obliki osemkrake zvezde, iz katerih se nato prepletajo okrasni trakovi z vložkom iz slonovine in ponavljajo isti vzorec po preostali površini. Prostori med temi pasovi tvorijo druge geometrijske oblike, ki so napolnjene s ploščami globoko izrezljanih arabesk, izdelanih iz različnih barv lesa (pušpan, žižola in črni les). Obstaja 6 centimetrov širok pas koranskih napisov v kufski pisavi na črnem lesu in kosti, ki teče vzdolž zgornjega roba balustrad. Druge površine minbara imajo številne druge motive. Predvsem stopnice  so okrašene s podobami arkade mavrskih (podkvastih) lokov, znotraj katerih so ukrivljeni rastlinski motivi, vsi v celoti izdelani v intarziji z različnimi barvnimi lesovi.